# Kalapuya (volk)

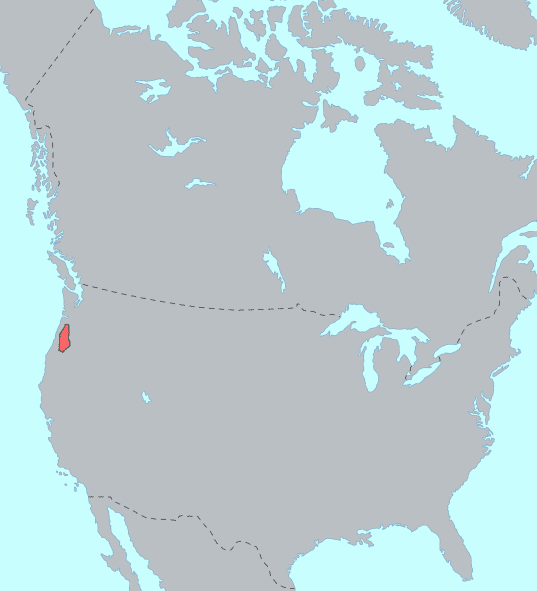
Oorspronkelijk gebied van de Kalapuya.

De Kalapuya zijn een indiaans volk dat oorspronkelijk in de vallei van de Willamette in het westen van het huidige Oregon in de Verenigde Staten woonden. De Kalapuya vormden geen organisatorische eenheid, maar waren verdeeld in verschillende autonome subgroepen. Wel spraken ze verwante talen, behorend tot de Kalapuyatalen.
De Kalapuya zijn in het verleden, waarschijnlijk vanuit het zuiden, de Willamette-vallei ingetrokken, waarbij ze de oorspronkelijke bewoners verdreven. 

## Aantal
Men schat dat er voor contact met blanke ontdekkingsreizigers, handelaren en missionarissen tegen de 15.000 Kalapuya waren. Zij leden evenals andere indiaanse volken erg onder door blanken meegebrachte ziekten: Ontdekkingsreizigers verhaalden van totaal ontvolkte dorpen die ze tegenkwamen in de Willamettevallei. De gouverneur van het Oregonterritorium, Joseph Lane, schatte dat er in 1849 nog maar 60 Kalapuya over waren. Tegenwoordig gaat men ervan uit dat er in deze tijd nog ongeveer 600 Kalapuya leefden.

## Taal
De Kalapuyataalfamilie bestaat uit Noordelijk Kalapuya, Centraal Kalapuya en Yoncalla of Zuidelijk Kalapuya. Deze drie talen zijn niet onderling verstaanbaar. De Kalapuyatalen worden in de Penutische hypothese gezien als een subgroep van de Oregon-Penutische tak van de Penutische talen.

## Leefwijze
De Kalapuya leefden als jager-verzamelaars. De mannen hielden zich bezig met de jacht, visvangst, oorlog en het maken van gereedschappen en kano's. De vrouwen verzamelden vruchten en noten, bouwden tijdelijke kampementen en maakten manden en andere producten. De Kalapuya waren georganiseerd in bands van enkele grootfamilies, die 's winters gezamenlijk een winterdorp bewoonden en 's zomers opsplitsten in kleinere groepen die naar zomerkampen trokken. Vrouwen bleven gewoonlijk achter in het winterdorp.  Bands hadden vaak een enkele leider, gewoonlijk de rijkste man van de groep. Evenals andere volken in de regio hielden de Kalapuya slaven, verkregen door handel, als gift of door overvallen op andere volken. 

## Geschiedenis
Op 29 november 1854 stonden de Kalapuya en Umpqua uit de Umpquavallei in het Verdrag van Kalapuya Creek hun land af aan de Verenigde Staten. Op 22 januari 1855 stonden de Kalapuya en andere volken in de Willamette-vallei met het Kalapuya-verdrag het hele stroomgebied van de Willametterivier af.
De meeste Kalapuya werden naar het Grand Rondereservaat gebracht. Ook kwamen sommigen terecht in het Siletzreservaat, het Warm Springsreservaat en het Yakamareservaat. De Kalapuya hebben zich vermengd met andere volken in de reservaten waar ze wonen, en de meeste van hun tegenwoordig ca. 4000 afstammelingen hebben gemengd bloed. 

## Groepen
- Sprekers van Noordelijk Kalapuya:
  - Tualatin, ook Atfalati genoemd, die langs de Tualatinrivier woonden.
  - Yamhill, die langs de Yamhillrivier woonden.
- Sprekers van Centraal Kalapuya:
  - Pudding River (Ahantchuyuk), die langs de Pudding River woonden.
  - Luckiamute, die langs de Luckiamuterivier woonden.
  - Santiam, die langs de benedenloop van de  Santiamrivier bij het huidige Lebanon woonden.
  - Mary's River (Chepenefa), die langs de Mary's River bij  Corvallis woonden.
  - Muddy Creek (Chemapho), die langs de Muddy Creek woonden.
  - Tsankupi, die langs de Calapooia River woonden.
  - Mohawk, die langs de  Mohawkrivier woonden
  - Chafan
  - Long Tom (Chelamela), die langs de Long Tomrivier woonden.
  - Winefelly, die langs de Mohawk-, McKenzie en Coast Fork Willametterivieren woonden.
- Yoncalla, sprekers van Yoncalla die langs de Umpquarivier woonden.